# Mã Thiên Thừa
Mã Thiên Thừa (giản thể: 马千乘; phồn thể: 馬千乘; bính âm: Mǎ Qiānshèng, 1570 – 1613), tự Tiếu Dung, là Tuyên phủ sứ (tương đương Thổ ti) huyện tự trị dân tộc Thổ Gia Thạch Trụ vào đời Minh.

## Thân thế
Trong những năm Kiến Viêm (1127 – 1130), triều đình Nam Tống thiết lập Thạch Trụ an phủ ti . Trong những năm Cảnh Định (1260 - 1264), Mã Định Hổ, tự nhận là hậu duệ đời thứ 39 của Phục ba tướng quân Mã Viện đời Hán, nguyên quán Mậu Lăng Trang, Phù Phong, Thiểm Tây, nhờ công dẹp người man Ngũ Khê, được ban chức Thạch Trụ an phủ sứ, con cháu được thế tập.
Năm Hồng Vũ thứ 7 (1374), Thạch Trụ an phủ sứ Mã Khắc Dụng (nhận chức từ đời Nguyên, không rõ là cháu mấy đời của Định Hổ) thần phục nhà Minh. Năm thứ 8 (1375), triều đình đổi Thạch Trụ an phủ ti làm Thạch Trụ tuyên phủ ti thuộc phủ Trùng Khánh. Theo tiếng Thổ Gia, Mã Khắc Dụng được gọi là Mã Thập Dụng. Không có tài liệu nào ghi lại quá trình chuyển đổi từ Mã Định Hổ, dân tộc Hán đến Mã Khắc Dụng, dân tộc Thổ Gia.
Phả hệ các đời Thổ ti nhà họ Mã cho đến Mã Thiên Thừa như sau: Mã Khắc Dụng → Mã Lương → Mã Ứng Nhân → Mã Trấn → Mã Phủ → Mã Trừng → Mã Trưng → Mã Long → Mã Tố → Mã Đấu Hộc → Đàm thị (xưng chế) → Mã Thiên Thừa.
Mẹ của Thiên Thừa là Đàm thị yêu người con thứ là Thiên Tứ nhiều hơn, thậm chí còn lấy con gái của Thổ ti Bá Châu là Dương Ứng Long - tình nhân của Đàm thị - cho làm vợ Thiên Tứ. Nhưng dưới sức ép từ gia tộc họ Mã và triều đình nhà Minh, Thiên Thừa, vốn là con trưởng, vẫn được lập làm Tuyên phủ sứ.

## Cuộc đời
Năm Vạn Lịch thứ 23 (1595), ông lấy một cô gái dân tộc Hán, sau này là nữ tướng quân duy nhất trong 25 bộ sử Trung Quốc: Tần Lương Ngọc, làm vợ. Lương Ngọc khích lệ chồng tổ chức nên đội quân Bạch Can binh nổi tiếng.
Năm thứ 27 (1599), hai vợ chồng tham gia bình định cuộc khởi nghĩa của Bá Châu (nay là Tuân Nghĩa) Tuyên Phủ sứ Dương Ứng Long. Năm thứ 31 (1603), Dương thất bại, em trai Thiên Thừa là Thiên Tứ cũng bị giết.
Tháng 8 năm Vạn Lịch thứ 41 (1613), Mã Thiên Thừa tổ chức khai khoáng. Ông cậy mình có công, nên không chịu hối lộ thái giám thu thuế là Khâu Thừa Vân. Khâu ngụy tạo tội danh, bắt giam Mã vào nhà ngục Vân Dương, rồi ông chết ở đấy. Triều đình nhà Minh vì muốn xoa dịu, cho con trai ông là Mã Tường Lân kế tự chức vụ Tuyên Phủ sứ. Nhưng Tường Lân còn nhỏ tuổi, triều đình lại chấp nhận để Tần Lương Ngọc xưng chế (tức là mẹ tạm quyền thay cho con).